# Pauline Heßler
Pauline Heßler, née le 13 septembre 1998 à Neuhaus am Rennweg, est une sauteuse à ski allemande.

## Biographie
Pensionnaire du club de Lauscha, Pauline Heßler fait ses débuts au plus haut niveau mondial féminin à l'époque, la Coupe continentale en 2010. En 2012, elle remporte la compétition féminine chez dans la classe jeune aux Jeux nordiques de l'OPA à Žiri.
En amont de la saison 2013-2014, elle se blesse à l'entraînement et se rompt les ligaments croisés du genou ce qui l'empêche de sauter pendant des mois.
À l'été 2014, elle remporte sa première victoire sur la Coupe OPA à Tschagguns
En décembre 2014, elle est sélectionnée pour sa première étape de Coupe du monde à Lillehammer et marque ses premiers points (23e). En février 2017, elle obtient son meilleur résultat à Pyeongchang avec une dix-huitième place. Ce même hiver, elle est championne du monde junior par équipes dans l'Utah deux ans après avoir obtenu son premier titre dans cette discipline avec Henriette Kraus, Anna Rupprecht et Gianina Ernst.
En février 2019, elle remporte sa première victoire personnelle au niveau international avec un succès à Brotterode en Coupe continentale, améliorant son meilleur résultat datant de 2015 (deuxième).

## Palmarès

### Coupe du monde
- Meilleur classement général : 36e en 2016.
- Meilleur résultat individuel : 18e.

#### Classements généraux annuels
| Année | Rang |
| 2015  | 41e  |
| 2016  | 36e  |
| 2017  | 43e  |
| 2019  | 38e  |
| 2021  | 44e  |

### Championnats du monde junior
- Liberec 2013 :
  -  Médaille de bronze par équipes.
- Almaty 2015 :
  -  Médaille d'or par équipes.
- Utah 2017 :
  -  Médaille d'or par équipes.

### Coupe continentale
- 4e du classement général en 2017
- 8 podiums, dont 2 victoires.

Palmarès à l'issue de la saison 2019-2020